# Biomphalaria salinarum
Biomphalaria salinarum é uma espécie de gastrópode  da família Planorbidae.
Pode ser encontrada nos seguintes países: Angola e Namíbia.